# Prowincja Centralna (Zambia)
Prowincja Centralna − jedna z 9 prowincji Zambii, położona w środkowej części kraju. Stolicą prowincji jest Kabwe.

## Parki narodowe i rezerwaty
- Park Narodowy Kafue, największy w kraju, częściowo leży również w Prowincji Południowej i Północno-Zachodniej
- Blue Lagoon National Park i północna część bagien, przez które płynie rzeka Kafue, tzw. Kafue Flats
- Kasanka National Park i obrzeża mokradeł Bangweulu.
- Wschodnia część prowincji obejmuje South Luangwa National Park, ale końcowy dojazd jest w Prowincji Wschodniej.
- Doliny rzek Lunsemfwa and Lukusashi
- Bagna Lukanga

## Dystrykty
Prowincja Centralna podzielona jest na 11 dystryktów:
- dystrykt Chibombo,
- dystrykt Chisamba,
- dystrykt Chitambo,
- dystrykt Kabwe,
- dystrykt Kapiri Mposhi,
- dystrykt Luano,
- dystrykt Mkushi,
- dystrykt Mumbwa,
- dystrykt Ngabwe,
- dystrykt Serenje,
- dystrykt Shibuyunji.